# Cornești (okręg Marmarosz)
Cornești – wieś w Rumunii, w okręgu Marmarosz, w gminie Călinești. W 2011 roku liczyła 423 mieszkańców.